# Scoteanax rueppellii
Scoteanax rueppellii és una espècie de ratpenat de la família dels vespertiliònids. És endèmic d'Austràlia. Els seus hàbitats són els boscos humits, les zones boscoses esclerofil·les seques o humides i els boscos d'eucaliptus. Es tracta d'un animal insectívor. Està amenaçat per la destrucció i fragmentació dels seus hàbitats. Fou anomenat en honor del col·leccionista alemany Wilhelm Peter Eduard Simon Rüppell.